# New York Cosmos (2010)
New York Cosmos ist ein seit 2020 nicht mehr sportlich aktives US-amerikanisches Fußball-Franchise aus Hempstead, New York. Der Klub wurde 2010 gegründet und versteht sich als Neuauflage des ehemaligen North-American-Soccer-League-Klubs New York Cosmos. Die Mannschaft spielte letztmals 2020 in der National Independent Soccer Association (NISA). Seit Anfang 2020 ruht jeglicher Spielbetrieb. Zuvor nahm der Klub an der 2011 wieder etablierten North American Soccer League (NASL) teil und gewann dort die Meisterschaften 2013, 2015 und 2016. Der Klub ist damit Rekordmeister der neugegründeten NASL.

## Geschichte
Nachdem New York Cosmos den Spielbetrieb 1985 eingestellt hatte, führte der letzte Geschäftsführer des Klubs, G. Peppe Pinton, die 1977 entstandenen New-York-Cosmos-Jugendzentren weiter. Er übernahm dabei auch die Namensrechte. Als 1996 die Major League Soccer installiert wurde, gab es immer wieder Anfragen, den Namen Cosmos verwenden zu dürfen, sowohl von den MetroStars als auch später von den New York Red Bulls. Pinton zögerte jedes Mal, den Namen freizugeben, weil er Angst hatte, dass der Käufer bzw. die MLS nicht die Historie und Tradition des ehemaligen NASL-Klubs wahren würden.
Nachdem mehrere Franchises alte NASL-Namen übernommen haben, z. B. Portland Timbers oder Vancouver Whitecaps, änderte Pinton seine Meinung. Im August 2009 wurde bekannt, dass er für 2 Millionen US-$ die Rechte an den Engländer Paul Kemsley, den ehemaligen Vizepräsident von Tottenham Hotspur, verkauft hatte. Dieser sitzt einer Gruppe vor, die es sich zum Ziel gemacht hat, New York Cosmos in der MLS zu etablieren.
Zu dieser Gruppe gehörten neben Kemsley der englische Fußballunternehmer Terry Byrne als stellvertretender Vorsitzender sowie der ehemalige Liverpool-CEO Rick Parry. Von Beginn an waren gerüchtehalber Personen aus Saudi-Arabien beteiligt; dies wurde erst Ende 2011 öffentlich bekannt gegeben. Die erste hochkarätige Einstellung war der ehemalige US-Spieler Cobi Jones als stellvertretender Fußballdirektor, gefolgt von Eric Cantona, der Mitte Januar 2011 als Fußballdirektor angestellt wurde. Cantona kündigte „große Pläne“ an, um den Klub um einheimische Talente herum aufzubauen. In einem späteren Gerichtsverfahren teilte der Klub hingegen mit, dass Cantona nie eine tatsächliche Verantwortung übertragen worden sein, sondern dass er nur ein Werbe-Aushängeschild gewesen wäre. Jones verließ den Klub 2012, und Cantona wurde kurz danach gekündigt.
Das neue Team suchte die Verbindung zu ehemaligen Stars. Pelé erhielt einen Fünf-Jahres-Vertrag über fünf Millionen Dollar als Ehrenpräsident des Teams, und sie früheren Cosmos Spieler Shep Messing, Carlos Alberto, und Giorgio Chinaglia wurden als „internationale Botschafter“ des Klubs etabliert.
Das erste Spiel fand am 5. August 2011 statt. Für das Abschiedsspiel von Paul Scholes stellte Éric Cantona eine Mannschaft aus internationalen Spielern und Cosmos-U-23-Spielern zusammen. Manchester United siegte mit 6:0. Mit im Team waren unter anderem Gary Neville, Patrick Vieira, Fabio Cannavaro, Robert Pirès und Brian McBride.
Am 26. Oktober 2011 verkaufte Kemsley seine Anteile an den anderen Inhaber, wobei sich herausstellte, dass es sich um Sela Sport, ein Saudisches Sports-Marketing-Unternehmen, handelte. Der Weggang von Kemsley wurde von Cosmos mit einer offiziellen Erklärung des Klubs bekannt gegeben, in der es hieß, Kemsley wolle sich „anderen Interessen und Verpflichtungen widmen“, wohingegen die New York Post berichtete, dass Sela „offenbar des extravaganten Briten überdrüssig war, der zwar viel Aufsehen erregte, dem es aber bisher an Substanz mangelte“. Ein Nachfolger wurde dabei nicht bekannt gegeben. In einer weiteren Pressemitteilung vom 2. November wurden die Übernahme des Unternehmens, die Umstrukturierung und verschiedene nicht näher bezeichnete Änderungen im Management bekannt gegeben. In der Erklärung hieß es auch, dass das Ziel des Klubs unter der neuen Struktur dasselbe bleibe – ein MLS-Team zu werden.
Als neuer Vorsitzender und CEO wurde Seamus O’Brien etabliert. Dieser begann sofort Verhandlungen über den Beitritt zur Major League Soccer, die sich durchaus interessiert zeigte. Problematisch waren die Aufnahmegebühr in Höhe von 100 Millionen Dollar, die Struktur mit nur einem Verein und die Anforderung, dass die Liga die Marke kontrollieren sollte. O’Brien beschloss, sich doch nicht um einen MLS-Beitritt zu bewerben.

### 2013 bis 2015 – Wiederaufnahme des Spielbetriebs
Am 13. Juli 2012 wurde angekündigt, dass New York Cosmos ab 2013 in der zweitklassigen North American Soccer League antreten werde. Dennoch wurde betont, dass der Klub nach wie vor bestrebt sei, der MLS beizutreten. Im November 2012 wurden Eric Stover als CEO und der ehemalige venezolanische Nationalspieler Giovanni Savarese als Cheftrainer verpflichtet.
Anfang Dezember 2012 wurde der Start in der NASL auf das zweite Halbjahr 2013 festgelegt, und am 3. August 2013 startete die Mannschaft in ihre erste NASL-Saison. Mit einem 2:1 gegenüber den Fort Lauderdale Strikers sicherten sie sich gleich auch den ersten Saisonsieg. Am Ende der Saison erreichte New Your Cosmos den ersten Platz der Herbstsaison und stand damit im Endspiel des sogenannten Soccer Bowls, der mit 1:0 gegen die Atlanta Silverbacks gewonnen werden konnte. Zwei Jahre später konnte dieser Erfolg nach dem Gewinn der Frühjahrssaison mit einem Finalsieg über Ottawa Fury wiederholt werden, womit Cosmos nun Rekordmeister der zweiten Liga sind. Auch der Titel 2016 konnte gesichert werden.
Trotz dieser sportlichen Erfolge war das Faninteresse bescheiden.

### 2016 bis heute – Wirtschaftliche Schwierigkeiten und Ende des Spielbetriebs
Im November 2016 wurde eine wirtschaftliche Schieflage berichtet. Der Klub hatte sich von 60 bis 80 % der Belegschaft getrennt und war nicht in der Lage die Gehälter zu zahlen. Spätere Berichte deuteten darauf hin, dass Cosmos seit der Aufnahme des Spielbetriebs im Jahr 2013 über dreißig Millionen Dollar verloren hatte, darunter alleine 10 Millionen Dollar im Jahr 2016.
Presseberichten zufolge hatte Cosmos im Dezember 2016 alle Spieler und Trainer freigestellt und den Spielbetrieb eingestellt. Es kam zu Klagen wegen unbezahlter Mieten. Im Januar 2017 übernahm Rocco B. Commisso einen größeren Anteil. Dies hielt den Klub am Leben und erlaubte die Teilnahme in der NASL 2017. O’Brien und Sela Sport hielten vermutlich eine Minderheitsbeteiligung.
Im Dezember 2017 schied Savarese als Trainer aus.
Nachdem die NASL 2018 keinen Wettbewerb austragen konnte, pausierte Cosmos, mit dem Ziel 2019 wieder teilzunehmen. Im September 2018 zog sich Erik Stover als CEO zurück.
Am 18. November 2018 wurde mitgeteilt, dass Cosmos als Gründungsmitglied der neuen National Premier Soccer League (NPSL) antrete. Dies verwirklichte sich jedoch nicht. Am 23. Mai 2019 wurde als erstes Spiel seit 2017 ein Freundschaftsspiel gegen den deutschen Zweitligisten FC St. Pauli ausgetragen.
Im November 2019 wurde die Absicht bekanntgegeben, ab Herbst 2020 am Ligabetrieb der National Independent Soccer Association teilzunehmen, die 2019 den Spielbetrieb aufgenommen hatte. Cosmos spielte den Beginn der Saison, die pandemiebedingt im Frühjahr 2020 abgebrochen wurde.
Seitdem wird Cosmos in der NISA als ruhendes Mitglied geführt und hat keine aktive Profimannschaft. Auch die seit 2010 bestehende Nachwuchsabteilung und die 2015 aufgestellte zweite Mannschaft New York Cosmos B wurden Mitte 2020 aufgegeben. Der Klub ist somit seitdem sportlich inaktiv.

## Stadion
- James M. Shuart Stadium (2013–2016)

Am 25. September 2012 wurde bekanntgegeben, dass New York Cosmos die Spiele im 11.929 Zuschauer fassenden James M. Shuart Stadium – in dem bereits 1972 und 1973 die alten Cosmos spielten – austragen werde. Dieses befindet sich auf dem Campus der Hofstra University, etwa 32 km vom Stadtkern New York Citys entfernt.
Die Spielstätte fand bei den Fans wenig Begeisterung, wodurch sich wirtschaftliche Problem abzeichneten. 2015 wechselte man versuchsweise für einige Spiele in den MCU Park, ein kleineres Baseballstadion auf Coney Island/Brooklyn.
New York Cosmos plante für 400 Millionen US-Dollar 2013 einen Stadionneubau. Er sollte 25.000 Zuschauer fassen und an der Pferderennstrecke im Belmont Park in Elmont (New York) liegen. Elmont befindet sich an der Grenze zwischen dem New Yorker Stadtteil Queens und dem Nassau County (New York). Diese Pläne zerschlugen sich jedoch.
Da das Shuart Stadium zum Termin des 2016er Finalspiels nicht verfügbar war, musste anderweitig Platz gefunden werden. Man mietete das Belson Stadium auf dem Campus der St. John’s Universität, das jedoch nur 2200 Plätze bot, was erhebliche Kritik hervorrief. Letztlich war das Finalspiel nicht einmal ausverkauft.
Zur Saison 2017 wurden die Heimspiele im MCU Park in Brooklyn ausgetragen.
Nachdem der Klub in 2018 und 2019 pausiert hatte, kündigte man an, 2020 im Mitchel Athletic Complex in Uniondale, nur wenige Straßen vom Shuart Stadium entfernt, zu spielen. Dort fand bereits seit 2013 das Training statt. Viele Spiel wurden es dort bis zum pandemiebedingten Saisonabbruch nicht. Da Cosmos seitdem keine Profimannschaft mehr hat, stellt sich die Stadionfrage nicht.

## Statistik

### Saisonstatistik
| Jahr | Ligenstufe | Liga | Regular Season                                 | Play-offs  | U.S. Open Cup      | Zuschauer (Durchschnitt) |
| ---- | ---------- | ---- | ---------------------------------------------- | ---------- | ------------------ | ------------------------ |
| 2013 | 2          | NASL | Spring: nicht teilgenommen Fall: 1. Gesamt: 5. | Sieger     | nicht teilgenommen | 6.859                    |
| 2014 | 2          | NASL | Spring: 2. Fall: 6. Overall: 3.                | Halbfinale | Fünfte Runde       | 4.704                    |
| 2015 | 2          | NASL | Spring: 1. Fall: 3. Overall: 1.                | Sieger     | Fünfte Runde       | 6.719                    |
| 2016 | 2          | NASL | Spring: 2. Fall: 1. Gesamt: 1.                 | Sieger     | Achtelfinale       |                          |
| 2017 | 2          | NASL | Spring: 3. Fall: 4. Gesamt: 4.                 | Finalist   | 2. Runde           |                          |

### Erfolgreichste Torschützen
| # | Pos.       | Name                | Land               | Aktiv bei NYC | NASL | Play-offs | US Open Cup | Gesamt |
| - | ---------- | ------------------- | ------------------ | ------------- | ---- | --------- | ----------- | ------ |
| 1 | Mittelfeld | Marcos Senna        | Spanien            | 2013–2015     | 10   | 1         | 0           | 11     |
| 1 | Stürmer    | Mads Stokkelien     | Norwegen           | 2014–2015     | 8    | 1         | 2           | 11     |
| 3 | Mittelfeld | Leo Fernandes       | Brasilien          | 2015          | 5    | 0         | 2           | 7      |
| 3 | Mittelfeld | Sebastián Guenzatti | Uruguay            | 2013–         | 6    | 0         | 1           | 7      |
| 5 | Stürmer    | Diomar Díaz         | Venezuela          | 2013–2014     | 6    | 0         | 0           | 6      |
| 5 | Stürmer    | Alessandro Noselli  | Italien            | 2013–2014     | 4    | 0         | 2           | 6      |
| 7 | Stürmer    | Lucky Mkosana       | Simbabwe           | 2015–         | 3    | 0         | 2           | 5      |
| 8 | Mittelfeld | Danny Szetela       | Vereinigte Staaten | 2013–         | 4    | 0         | 0           | 4      |
| 8 | Abwehr     | Carlos Mendes       | Vereinigte Staaten | 2013–         | 4    | 0         | 0           | 4      |
| 8 | Stürmer    | Raúl                | Spanien            | 2015          | 8    | 1         | 0           | 9      |

Stand: 6. August 2015

### Meiste Spiele
| # | Pos.       | Name                | Nation             | Career | NASL | USOC | Playoffs | Total |
| - | ---------- | ------------------- | ------------------ | ------ | ---- | ---- | -------- | ----- |
| 1 | Abwehr     | Carlos Mendes       | Vereinigte Staaten | 2013–  | 53   | 5    | 2        | 60    |
| 2 | Mittelfeld | Danny Szetela       | Vereinigte Staaten | 2013–  | 50   | 6    | 2        | 58    |
| 3 | Abwehr     | Ayoze García        | Spanien            | 2013–  | 49   | 4    | 2        | 55    |
| 4 | Mittelfeld | Sebastián Guenzatti | Uruguay            | 2013–  | 43   | 6    | 2        | 51    |
| 5 | Abwehr     | Hunter Freeman      | Vereinigte Staaten | 2013–  | 42   | 6    | 2        | 50    |

Stand: 6. August 2015